# .225 Winchester
.225 Winchester було представлено в 1964 році компанією Winchester Repeating Arms Company.

## Опис
Набій створено на базі гільзи .219 Zipper, але з зменшеним діаметром фланцю щоб підходити для .473 дюймового лиця затвора. Набій був призначений для заміни набою .220 Swift, який мав репутацію такого, що випалює стволи. Незважаючи на сучасну пряму конічну форму, набій був затьмарений старішим набоєм .22-250 Remington, який вже використовували кустарним набоєм до початку серійного випуску через рік.
Набій .225 Winchester використовували в гвинтівках Winchester (Моделі 70 та 670) та Savage (Модель 340). Всі комерційні гвинтівки під набій .225 Winchester мали поворотний або переламний затвор. Компанія Winchester випуск гвинтівок під набій .225 Winchester в 1971 році, проте Winchester продовжує сезонне виробництво боєприпасів та гільз. Доступними є штампи для перезаряджання набоїв.
Гільзу .225 Winchester використала компанія SSK Industries в популярній лінійці набоїв JDJ, яку розробив Дж.Д. Джонс. Гільзу обрали завдяки її міцності та напівфланцевій конструкції, що робить їх найкращими для використання в переламних затворах.

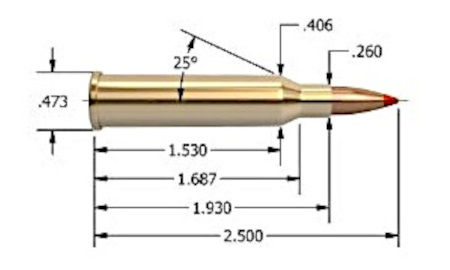
Параметри набою .225 Winchester. Всі параметри надані в імперських одиницях вимірювання (inch)

## Див.також
- Перелік гвинтівкових набоїв